# Fantasy prone personality
Osobnost náchylná k fantazii (FPP) je dispozice nebo osobnostní rys, kdy je daná osoba po celý život náchylná k hlubokému zapojení do fantazie. Tato dispozice je pokusem lépe popsat „přehnaně aktivní představivost“ nebo „život ve snech“. Jedinec s touto vlastností může mít potíže s rozlišováním mezi fantazií a realitou, může zažívat halucinace a jiné psychosomatické symptomy. Mezi úzce související psychologické konstrukty patří denní snění, absorpce a fotografická paměť.